# پل گه‌هار
پل گه‌هار (انگلیسی: Paul Gehlhaar; ۲۷ اوت ۱۹۰۵ – ۲ ژوئیهٔ ۱۹۶۸) بازیکن فوتبال اهل آلمان بود.
از باشگاه‌هایی که در آن بازی کرده‌است می‌توان به باشگاه فوتبال هرتابرلین اشاره کرد.
وی همچنین در تیم ملی فوتبال آلمان بازی کرده‌است.